# نيكولاي ماتي
نيكولاي ماتي هو سياسي روماني، ولد في 1863، وتوفي في 1933. انتخب عضو مجلس النواب في رومانيا وانتخب عضو مجلس شيوخ رومانيا ‏.